# IC 1793
IC 1793 ist eine Spiralgalaxie vom Hubble-Typ Sab im Sternbild Dreieck am Nordsternhimmel. Sie ist rund 242 Millionen Lichtjahre von der Milchstraße entfernt und hat einen Durchmesser von etwa 105.000 Lichtjahren.

Im selben Himmelsareal befinden sich u. a. die Galaxien NGC 890 und IC 1789.
Das Objekt wurde am 20. Januar 1898 von Stéphane Javelle entdeckt.